# István Szabó
István Szabó (18 de fevereiro de 1938, Budapeste) é um diretor de cinema húngaro.
Em 1996 foi o vencedor do Prêmio Pulitzer por seu documentário de televisão Os Cem Anos de Cinema. Recebeu o Oscar pelo seu filme Mephisto, em 1981.
Em janeiro de 2006 tornou-se público que ele era um agente do III/III departamento, um comunista formal da agência de inteligência interior. Depois da revolução, em 1956, ele foi chantageado e forçado a cooperar, embora mais tarde tenha cooperado de bom grado. Escreveu relatórios sobre colegas húngaros, diretores, atores e atrizes, como Miklós Jancsó, Mari Töröcsik, Károly Mécs.
Muitos críticos percebem certos parentescos com a história de seu filme mais laureado Mephisto, que narra a história real de um ator que se envolveu com o nazismo. Porém Szabó nega ter se arrependido, alegando ter salvo a vida de um amigo condenado à morte, devido a seu envolvimento na revolução de 1956.
Seus filmes mais aclamados vieram de seu trabalho com o famoso ator austríaco Klaus Maria Brandauer, e sua contínua colaboração e amizade com o fotógrafo Lajos Koltai.

## Premiações mais importantes
- A Hungria foi indicada ao Óscar três vezes, com filmes de Szabó em 1982, por Mephisto, e em 1986 por Coronel Redl e em 1989 com Hanussen. tendo ganho pelo primeiro
- Indicado ao Globo de Ouro de Melhor Direção por Sunshine - Despertar de Um Século em 2001
- Seu filme Encontro com Vênus fez parte da seleção Oficial do Festival de Veneza em 1991
- Agraciado duas vezes com o Urso de Prata do Festival de Berlim, pelo Prêmio Especial do Juri por Queridas Amigas e pela direção de Confiança
- 4 de seus filmes já fizeram parte da Seleção Oficial do Festival de Cannes são eles Hanussen, Budapesti mesék, Coronel Redl pelo qual ganhou o Prêmio Especial do Júri, e Mephisto pelo qual ganhou o prêmio de Melhor Roteiro e o Prêmio FIPRESCI